# تون كورنيليسين
تون كورنيليسين (بالهولندية: Ton Cornelissen)‏ هو لاعب كرة قدم هولندي في مركز الهجوم، ولد في 24 يناير 1964 في بريدا في هولندا. لعب مع آر كي سي فالفيك وإف سي آيندهوفن وبيرسخوت إيه سي ودي غرافشاب وسبارتا روتردام وناك بريدا.